# Obrium dimidiatum
Obrium dimidiatum is een keversoort uit de familie van de boktorren (Cerambycidae). De wetenschappelijke naam van de soort werd voor het eerst geldig gepubliceerd in 1980 door Hovore & Chemsak.